# Amanda Ribas
Amanda Ribas (Minas Gerais, Brasil, 26 de agosto de 1993) es una artista marcial mixta brasileña que compite en la división de peso paja de la UFC. Desde el 25 de octubre de 2021, es la número 10 en la clasificación femenina de peso paja de la UFC.

## Primeros años
La oriunda de Minas Gerais es hija de Marcelo Ribas, maestro de jiu-jitsu y muay thai y de judo. Se entrenó con su padre hasta formar parte de una de las selecciones juveniles de Brasil. Dejó de entrenar y competir durante algunos años tras sufrir lesiones de rodilla. Empezó a entrenar y a competir de nuevo después de ver a algunos de sus colegas entrenando para un torneo de MMA.

Yo nací en la estera. Era para mí. Hubo un tiempo en que dejé de hacer jiu-jitsu para bailar. Mi padre quería morir.

## Carrera en las artes marciales mixtas

### Carrera temprana
Después de ganar el Campeonato Mundial de IMMAF 2014 en la división de peso mosca femenino, comenzó su carrera profesional de MMA en 2014 y luchó principalmente en Brasil. Acumuló un récord de 6-1 antes de ser firmada por UFC.

### Ultimate Fighting Championship
Tenía previsto enfrentarse a Juliana Lima The Ultimate Fighter 25 Finale el 7 de julio de 2017. Sin embargo, fue marcada por la USADA por una posible violación de antidopaje y retirada del combate. La posible violación se deriva de una muestra recogida el 7 de junio. Fue sustituida por Tecia Torres. Inicialmente recibió una sanción de dos años por parte de la USADA después de dar positivo por Ostarina, pero la suspensión fue terminada el 3 de mayo de 2019 ya que la USADA determinó que la prueba positiva fue el resultado de un suplemento dietético contaminado con ostarina.
En su debut en la UFC, se enfrentó a Emily Whitmire el 29 de junio de 2019 en UFC on ESPN: Ngannou vs. dos Santos. Ganó el combate por sumisión en el segundo asalto.
Se enfrentó a Mackenzie Dern el 15 de octubre de 2019 en UFC Fight Night: Joanna vs. Waterson. Ganó el combate por decisión unánime.
Tenía previsto enfrentarse a Paige VanZant el 14 de marzo de 2020 en UFC Fight Night: Lee vs. Oliveira. Sin embargo, VanZant se vio obligada a abandonar el combate debido a la fractura de su brazo derecho, y fue sustituida por Randa Markos. Ganó el combate por decisión unánime.
El combate con VanZant fue reprogramado y finalmente tuvo lugar en UFC 251 el 12 de julio de 2020. Ganó el combate por sumisión en el primer asalto.
Se esperaba que se enfrentara a Carla Esparza el 12 de diciembre de 2020 en UFC 256. Sin embargo, el 9 de octubre se anunció la retirada de Esparza por razones no reveladas. En su lugar, estaba programada para enfrentarse a Michelle Waterson el 24 de enero de 2021 en el UFC 257. Sin embargo, el 8 de diciembre de 2020 se informó de que Waterson se vio obligada a abandonar el evento, y fue sustituida por Marina Rodriguez. Perdió el combate por nocaut técnico en el segundo asalto.
Tenía previsto enfrentarse a Angela Hill el 8 de mayo de 2021 en UFC on ESPN: Rodriguez vs. Waterson. Sin embargo, el día del evento fue retiradq del combate debido a los protocolos de COVID-19 y el combate fue cancelado. El combate fue reprogramado para UFC Fight Night: Rozenstruik vs. Sakai el 5 de junio de 2021. Dos semanas más tarde, el emparejamiento fue desechado de nuevo, ya que seguía sufriendo los síntomas persistentes de COVID-19.
Se enfrentó a Virna Jandiroba el 30 de octubre de 2021 en el UFC 267. Ganó el combate por decisión unánime.
Se enfrentó a Katlyn Chookagian el 14 de mayo de 2022 en UFC on ESPN: Błachowicz vs. Rakić. Perdió el combate por decisión dividida. Este combate le valió el premio a la Pelea de la Noche.
Se enfrentó a Viviane Araujo el 4 de marzo de 2023 en UFC 285.Ganó el combate por decisión unánime. 

## Campeonatos y logros

### Artes marciales mixtas
- Ultimate Fighting Championship
  - Pelea de la Noche (una vez) vs. Katlyn Chookagian

- Jungle Fight
  - Campeonato de Peso Paja de Jungle Fight (una vez)
- Max Fight
  - Campeonato de Peso Paja de Max Fight (una vez)

## Récord en artes marciales mixtas
| Resultado | Récord | Oponente                  | Método                                 | Evento                               | Fecha                    | Ronda | Tiempo | Localización           | Notas                                                    |
| --------- | ------ | ------------------------- | -------------------------------------- | ------------------------------------ | ------------------------ | ----- | ------ | ---------------------- | -------------------------------------------------------- |
| Derrota   | 13-5   | Rose Namajunas            | Decisión (unánime)                     | UFC on ESPN: Ribas vs. Namajunas     | 23 de marzo de 2024      | 5     | 5:00   | Las Vegas, Nevada      |                                                          |
| Victoria  | 13-4   | Luana Pinheiro            | TKO (patada giratoria y puñetazos)     | UFC Fight Night: Allen vs. Craig     | 18 de noviembre de 2023  | 3     | 3:53   | Las Vegas, Nevada      | Regreso al Peso Paja. Actuación de la Noche.             |
| Derrota   | 12-4   | Maycee Barber             | TKO (codazos y puñetazos)              | UFC on ABC: Emmett vs. Topuria       | 24 de junio de 2023      | 2     | 3:42   | Jacksonville, Florida  |                                                          |
| Victoria  | 12-3   | Viviane Araujo            | Decisión (unánime)                     | UFC 285                              | 4 de marzo de 2023       | 3     | 5:00   | Las Vegas, Nevada      |                                                          |
| Derrota   | 11-3   | Katlyn Chookagian         | Decisión (dividida)                    | UFC on ESPN: Błachowicz vs. Rakić    | 14 de mayo de 2022       | 3     | 5:00   | Las Vegas, Nevada      | Combate de peso mosca. Pelea de la Noche.                |
| Victoria  | 11-2   | Virna Jandiroba           | Decisión (unánime)                     | UFC 267                              | 30 de octubre de 2021    | 3     | 5:00   | Abu Dhabi              |                                                          |
| Derrota   | 10-2   | Marina Rodriguez          | TKO (codazo y puñetazos)               | UFC 257                              | 24 de enero de 2021      | 2     | 0:54   | Abu Dhabi              | Regreso al peso paja.                                    |
| Victoria  | 10-1   | Paige VanZant             | Sumisión (barra de brazo)              | UFC 251                              | 12 de julio de 2020      | 1     | 2:21   | Abu Dhabi              | Debut en el peso mosca.                                  |
| Victoria  | 9-1    | Randa Markos              | Decisión (unánime)                     | UFC Fight Night: Lee vs. Oliveira    | 14 de marzo de 2020      | 3     | 5:00   | Brasilia               |                                                          |
| Victoria  | 8-1    | Mackenzie Dern            | Decisión (unánime)                     | UFC Fight Night: Joanna vs. Waterson | 15 de octubre de 2019    | 3     | 5:00   | Tampa, Florida         |                                                          |
| Victoria  | 7-1    | Emily Whitmire            | Sumisión (estrangulamiento por detrás) | UFC on ESPN: Ngannou vs. dos Santos  | 29 de junio de 2019      | 2     | 2:10   | Minneapolis, Minnesota |                                                          |
| Victoria  | 6-1    | Jennifer Gonzalez Araneda | TKO (puñetazos)                        | Max Fight 18                         | 21 de mayo de 2016       | 2     | 0:42   | Varginha               | Ganó el vacante Campeonato de Peso Paja de MF.           |
| Derrota   | 5-1    | Polyana Viana             | KO (puñetazos)                         | Jungle Fight 83                      | 28 de noviembre de 2015  | 1     | 2:54   | Río de Janeiro         | Perdió el Campeonato de Peso Paja de Jungle Fight.       |
| Victoria  | 5-0    | Tania Pereda              | Sumisión (estrangulamiento por detrás) | Jungle Fight 79                      | 4 de julio de 2015       | 1     | 1:16   | Río de Janeiro         | Ganó el vacante Campeonato de Peso Paja de Jungle Fight. |
| Victoria  | 4-0    | Aline Sattelmayer         | Decisión (unánime)                     | Jungle Fight 76                      | 11 de abril de 2015      | 3     | 5:00   | São Paulo              |                                                          |
| Victoria  | 3-0    | Iara Sales                | TKO (puñetazos)                        | Pentagon Combat 20                   | 27 de septiembre de 2014 | 1     | 0:36   | Varginha               |                                                          |
| Victoria  | 2-0    | Ariane Carnelossi         | Sumisión (barra de rodilla)            | Pentagon Combat 20                   | 27 de septiembre de 2014 | 1     | 4:14   | Varginha               |                                                          |
| Victoria  | 1-0    | Jéssica Almeida           | TKO (puñetazos)                        | Pentagon Combat 19                   | 15 de marzo de 2014      | 1     | 0:42   | Boa Esperança          | Debut en el peso paja.                                   |